# Aleksandra Jurjewna Koneva
Aleksandra Jurjewna Koneva (* 10. März 1972 in Schymkent, Kasachstan) ist eine in Berlin lebende, russische Künstlerin, Mode- und Schmuck-Designerin. Als Mode-Designerin wird sie Sascha Koneva genannt.

## Leben und Wirken
Aleksandra Koneva wurde in Kasachstan geboren und wuchs in Sankt Petersburg (ehem. Leningrad) auf. Ihr Studium der Kunstpädagogik an der Pädagogischen Universität in St. Petersburg von 1990 bis 1996 beendete sie mit einem Diplom. 1994 schrieb sie sich für ein Gastsemester an der Kunstakademie Düsseldorf ein und studierte in der Graphikklasse von A. R. Penck.
Seit 1996 lebt sie in Berlin und arbeitet als freischaffende Künstlerin. Im Rahmen des Education Programmes der Berliner Philharmoniker leitete sie 2003 bis 2005 mit dem Bildhauer Michael Friedrichs-Friedlaender vier Projekte in der Sektion Bildende Kunst. Zu den Kunstwerken von Aleksandra Koneva zählen Bilder, Collagen, Objekte und Fotografien. Charakteristisch für ihre Kunst ist der spielerisch-versierte Umgang mit verschiedenen Techniken und ungewöhnlichen Materialien. 2012 erhielt sie ein Artist in Residenz-Stipendium im Rahmen der Ausstellung Passion Bild zur Russischen Kunst seit 1970 der Kunststiftung und Sammlung Arina Kowner in der Schweiz. In den Jahren von 2001 bis 2014 arbeitete sie mit der Galerie Sandmann (Marina Sandmann, Galerie und Art Management) in zahlreichen Einzel- und Gruppenausstellungen zusammen. Ihre Arbeiten befinden sich in öffentlichen und privaten Sammlungen in der Schweiz, Deutschland, USA, England und Russland.
Als Künstlerin mit russischen Wurzeln und sowjetischer Vergangenheit greift sie oft zu russisch geprägten Themen. Wichtige Werke sind die Fotoserie Sowki (2009), Kommunales Land, eine 15-teilige Komposition (2010) und Tagebuch einer Konformistin (2010), in dem Koneva auch als Schriftstellerin agiert (Kerber Verlag). Das Buch gibt Einblicke in ihre Kindheit und Jugendzeit während der UdSSR zur Breschnev-Ära. Eine 10-teilige Serie widmete Aleksandra Koneva ihrer zweiten Heimatstadt Berlin: Berliner Album (2003–2006) ist eine halb ausgedachte, halb autobiographische Geschichte, in denen Berliner Sehenswürdigkeiten als Szenerien fungieren.
Beliebte Motive in ihrer Kunst sind die weltweit bekannten Disney Figuren. In den Serien Dostojevski und Disney I (2006) und Dostojevski und Disney II (2010) stellt sie Ost und West als zwei Kulturen gegenüber.
Im Jahr 2016 gründet Aleksandra Koneva ihre eigenes Label Sascha Koneva Berlin. Der Schwerpunkt ihrer Kreationen liegt in Entwürfen von Stoffen, deren Motive überwiegend aus ihrer eigenen bildenden Kunst hervorgehen. Das Design bestehend aus geprinteten Stoffen, ausgefallenen Details und Accessoires gleichen ihren Kunstwerken, fast wie eine Graphik oder ein Gemälde. Die Kleidung von Sascha Koneva Berlin wird in begrenzten Auflagen und als Einzelstücke mit Hilfe eines kleinen Teams in Berlin angefertigt. Schmuck und Accessoires sind meist Unikate, da sie extra von der Designerin für die Modekollektion hergestellt werden. 

## Ausstellungen (Auswahl)
- 2008: Sotheby’s Russian Art, Galerie Sandmann, London (Katalog)
- 2008: Sotheby’s Russian Art, Galerie Sandmann, New York (Katalog)
- 2010: art KARLSRUHE, Galerie Sandmann, Karlsruhe (Katalog)
- 2010: ART SCOPE BASEL, Galerie Sandmann, Schweiz
- 2012: Passion Bild. Russische Kunst seit 1970. Sammlung Arina Kowner, Kunstmuseum Bern, Schweiz (Katalog)

## Publikationen (Auswahl)
- Tagebuch einer Konformistin. Kerber Verlag, Bielefeld 2010, ISBN 978-3-86678-474-1.
- Klammergeschichten, Text Heidrun Adler, Illustrationen Aleksandra Koneva. Druckerei Grossmann, Hamburg 2007, ISBN 3-937336-47-8.
- Wie Bogdan in Großvaters Rucksack stieg … Geschichten aus dem Spreewald. Text Heidrun Adler, Illustrationen Aleksandra Koneva. Pro Business, Berlin 2016, ISBN 978-3-86460-536-9.
- Art Karlsruhe 4.–7. März 2010, Band 96, Lindemanns Bibliothek, Karlsruhe 2010, ISBN 978-3-88190-581-7.
- Passion Bild. Russische Kunst seit 1970. Die Sammlung Arina Kowner. Verlag Scheidegger & Spiess, Zürich 2010, ISBN 978-3-85881-199-8.
- Sotheby’s, Russian Art, Post War and Contemporary Art, Volume II, 15. April 2008, New York 2008.
- Sotheby’s, Russian Contemporary Art, 12. März 2008, London 2008
- Traditions of folk art and naive art in contemporary culture, The State Historical, Architectural, Art and Landscape Museum-Reserve Tsaritsyno. Moskau 2012.